# 馬賓裴占介
馬賓裴占介（学名：Paijenborchella mabeinsis）为浪花介科裴占介屬下的一个种。